# Chenières
Chenières är en kommun i departementet Meurthe-et-Moselle i regionen Grand Est (tidigare regionen Lorraine) i nordöstra Frankrike. Kommunen ligger i kantonen Mont-Saint-Martin som tillhör arrondissementet Briey. År 2022 hade Chenières 600 invånare.

## Befolkningsutveckling
Antalet invånare i kommunen Chenières
| Referens: INSEE |